# Diastylis calderoni
Diastylis calderoni är en kräftdjursart som beskrevs av F. Eduardo Donath-Hernandez 1988. Diastylis calderoni ingår i släktet Diastylis och familjen Diastylidae. Inga underarter finns listade i Catalogue of Life.